# House of Brag
House of Brag fue un colectivo queer que organizó cuatro centros sociales okupados en Londres entre 2012 y 2014.

## Historia

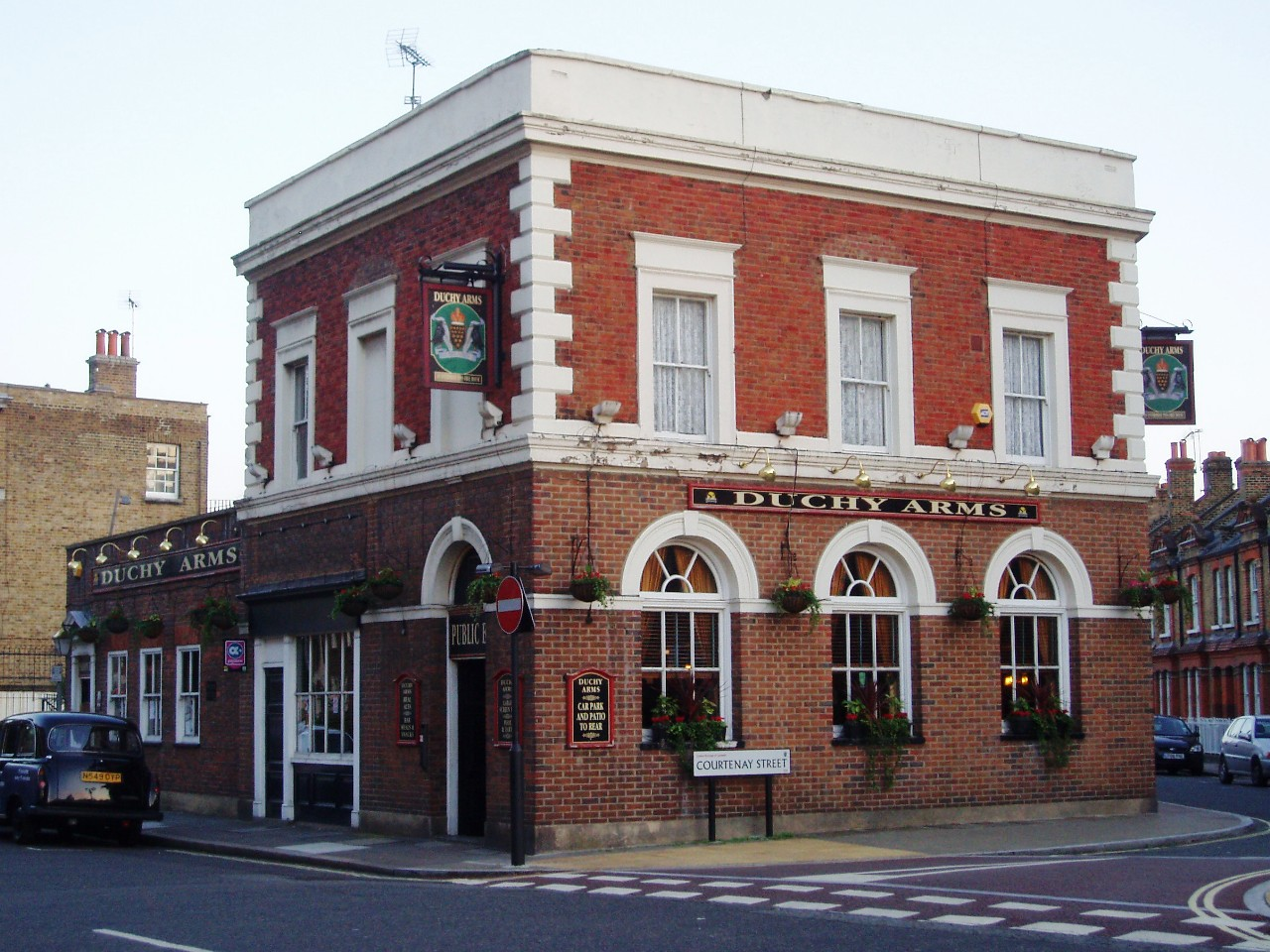
El pub en 63 Sancroft Street ocupado en 2013 por el colectivo (en la foto cuando todavía era un pub en 2008).

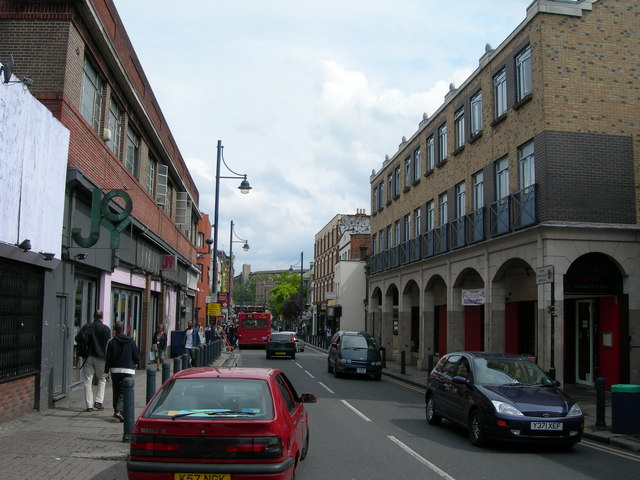
La antigua ubicación de la tienda de ropa Joy (edificio en el lado izquierdo de la foto) fue okupada en 2014.

En 2012, okupas anarquistas queer se unieron para organizar el Centro Social Queer de Londres. La primera iteración tuvo lugar en un centro social abandonado en 42 Braganza Street en Kennington, al sur de Londres. El naciente colectivo tomó su nombre de la calle en un eco de la Casa de Braganza. El centro social okupado siguió la tradición de otras okupaciones en Londres como el Bank of Ideas, el 121 Centre y rampaART. Organizó eventos con un enfoque queer como cenas, charlas y eventos. Fue desalojado el 13 de noviembre de 2012 y la segunda iteración se okupó en diciembre en 36 Carlisle Lane en South Bank. Esto duró hasta principios de 2013 y el tercer centro fue okupado el 22 de junio de 2013 en un antiguo pub en 63 Sancroft Street en Kennington, luego desalojado el 6 de julio de 2013. El colectivo había optado por hacer de la okupación un evento de tiempo limitado para eludir el desalojo anticipado.
El cuarto Centro Social Queer de Londres fue ocupado por House of Brag un año después en Coldharbour Lane en Brixton, el 27 de junio de 2014. La ocupación fue diseñada para chocar con la marcha del orgullo gay de Londres, que House of Brag criticó por haber traicionado sus raíces. El colectivo declaró que su centro social «Monstrous Pride» volvería a las «raíces interseccionales militantes del orgullo, pero también con nuevas ideas». Las conexiones de agua y electricidad del edificio fueron cortadas y un miembro del colectivo fue arrestado por agentes de la Policía Metropolitana de Londres por intentar volver a abrir el agua en la calle. A la policía le preocupaba que el edificio se usara para una rave. El colectivo se adaptó a las dificultades cocinando comida en otros okupas y pidiendo a las bandas que tocaran sets acústicos. Los participantes usaron los baños e Internet en el cercano Ritzy Cinema. Este último Centro Social Queer de Londres fue desalojado en julio de 2014. El mismo año, un miembro del colectivo presentó una película llamada Brixton Fairies: Made Possible by Squatting en el Wotever DIY Film Festival que documenta la historia de los okupas queer en la década de 1980 en Brixton.